# Marija Kurtes

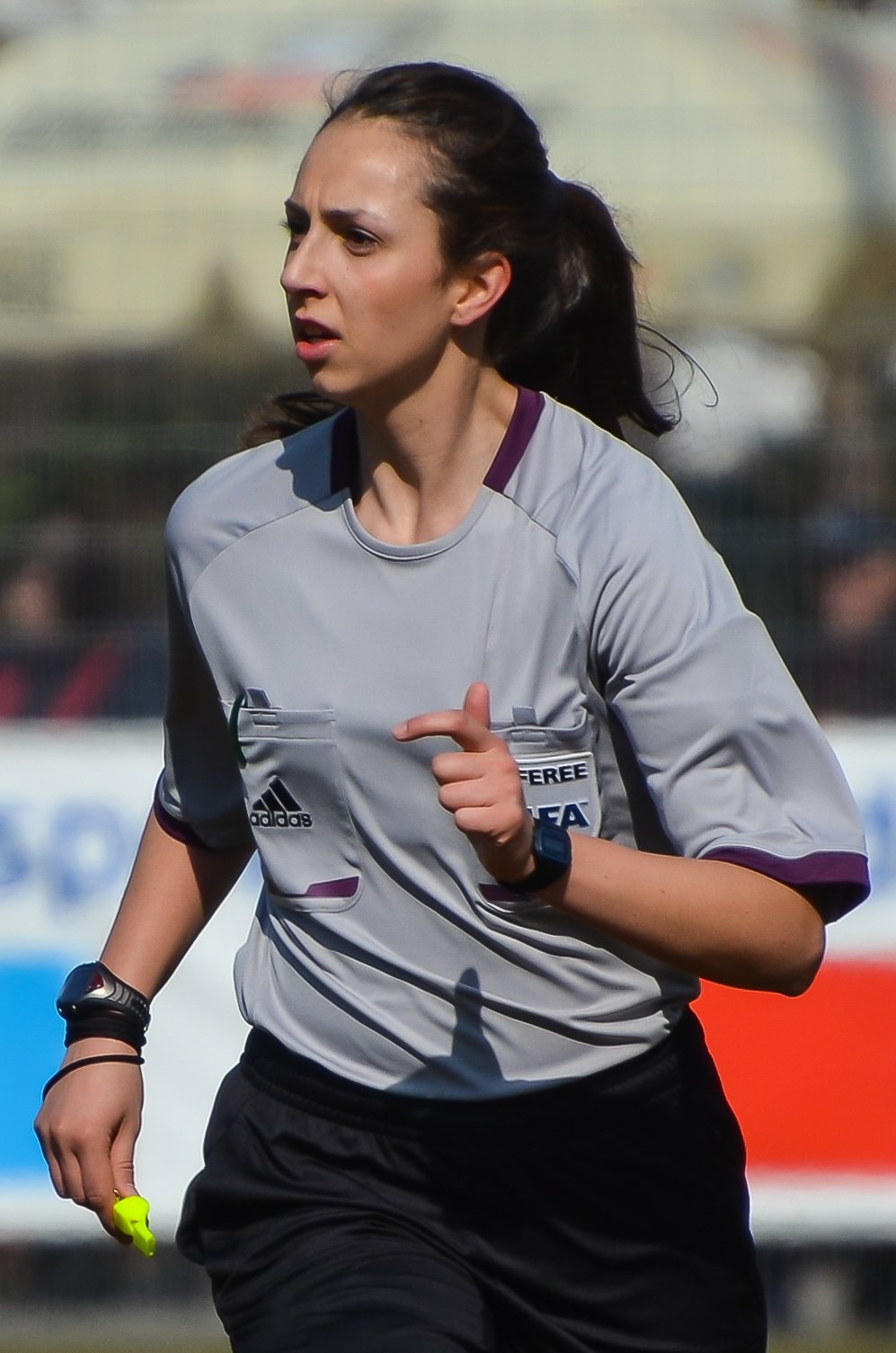
Marija Kurtes, 2013

Marija Kurtes (* 29. Oktober 1986 in Düsseldorf) ist eine deutsche Fußballschiedsrichterin. Sie pfeift für den Verein SG Benrath-Hassels.

## Werdegang
Seit 2002 ist Kurtes Schiedsrichterin und seit 2004 auf DFB-Ebene aktiv. Als 17-Jährige stieg sie in die 2. Bundesliga auf. Zwei Jahre später gelang ihr der Sprung in die Bundesliga. Seitdem wurde sie in über 91 Erstligaspielen eingesetzt. Beim DFB-Pokalfinale der Frauen 2008 wurde sie als Schiedsrichter-Assistentin eingesetzt. Im Jahr 2012 wurde Kurtes zur FIFA-Schiedsrichterin befördert und wurde Nachfolgerin von Anja Kunick. Innerhalb von 3 Jahren stieg Kurtes in die höchste UEFA-Kategorie der Schiedsrichter auf. 2014 wurde sie für die U-19 EM in Norwegen berufen, wo sie im Team mit der Leitung des Finales beauftragt war.
Im Männerbereich leitete Kurtes ab 2007 Spiele der damals viertklassigen Oberliga Nordrhein. Von 2008 bis 2012 wurde sie in der NRW-Liga in 34 Spielen eingesetzt, nach deren Auflösung dann in der Regionalliga West.
Im Jahr 2014 wurde Kurtes als Schiedsrichterin des Jahres ausgezeichnet.
Weitere Bekanntheit erlangte Kurtes, als sie am 4. April 2015 im EM-Qualifikationsspiel der U-19-Frauen zwischen England und Norwegen einen Regelverstoß beging. In der vierten Minute der Nachspielzeit hatte die Schiedsrichterin beim Stand von 2:1 für die Norwegerinnen auf Foulelfmeter für England entschieden. Der Strafstoß wurde verwandelt, doch eine englische Spielerin war zu früh in den Strafraum gelaufen. Statt den Elfmeter wiederholen zu lassen, wie es in Punkt 14 der Fußballregeln vorgesehen ist, entschied Kurtes auf indirekten Freistoß für Norwegen. Die UEFA entschied daraufhin zum ersten Mal in der Geschichte des Verbands, wegen des Fehlers eines Schiedsrichters einige Minuten eines Spiels wiederholen zu lassen. Am 10. März 2016 trat sie als Schiedsrichterin des DFB im Profifußball zurück.
Hauptberuflich arbeitet Marija Kurtes als wissenschaftliche Mitarbeiterin am RheinAhrCampus in Remagen, wo sie auch doziert.